# Grusza wierzbolistna
Grusza wierzbolistna (Pyrus salicifolia Pall.) – gatunek rośliny wieloletniej z rodziny różowatych. Pochodzi z Bliskiego Wschodu (Kaukaz i Zakaukazie). W Polsce jest uprawiana.
Z powodu liści podobnych do wierzby powstało powiedzenie „gruszki na wierzbie”. 

## Morfologia

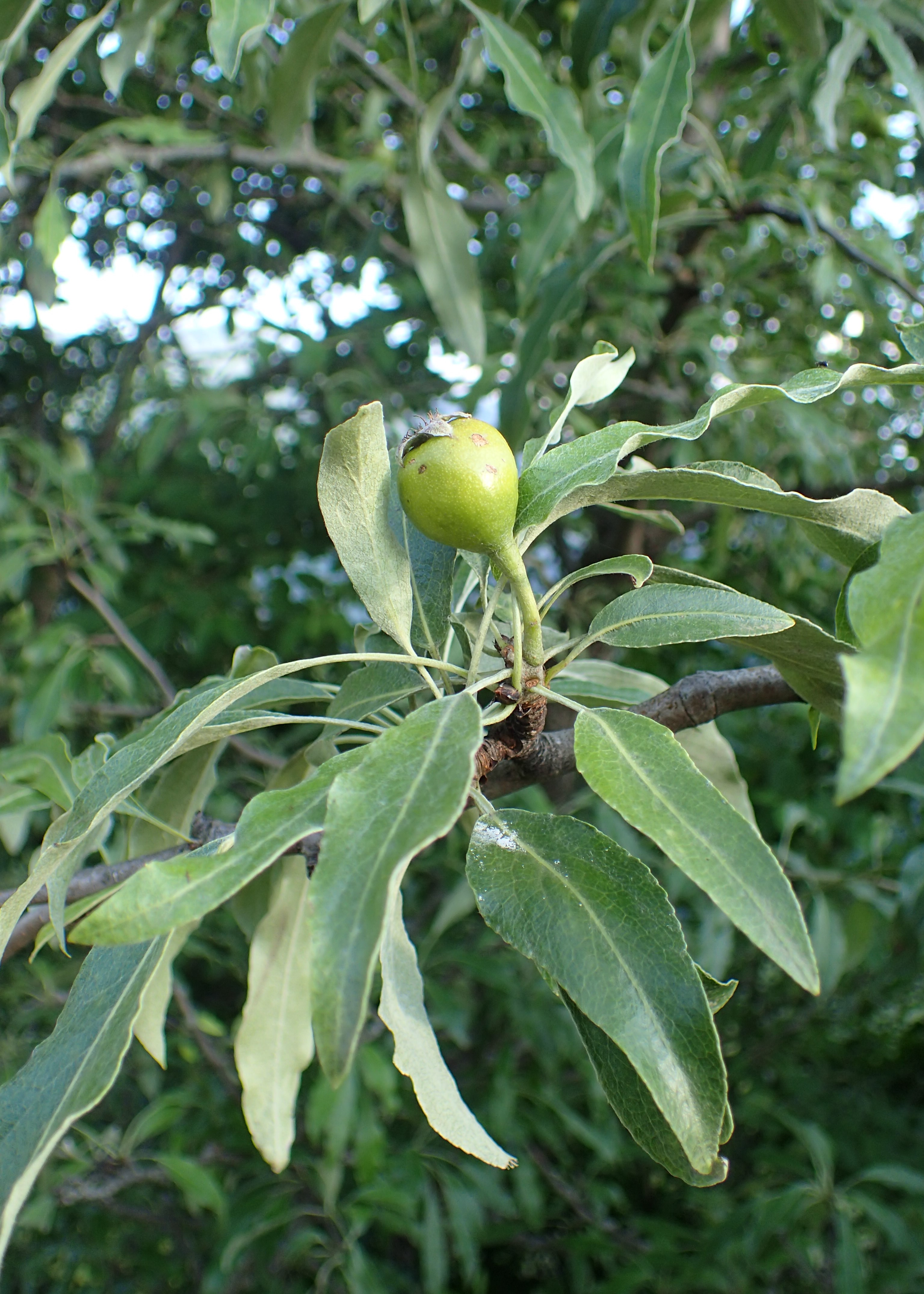
Pęd z owocem

PokrójKrzew lub małe drzewo o kulistej koronie, dochodzące do 12 m wysokości, ze zwisającymi gałęziami.
LiścieLancetowate, całobrzegie, o długości 3–9 cm, podobne do liści wierzby białej, pokryte szarym kutnerem zarówno z wierzchu, jak i od spodu.
KwiatyDuże, lśniąco białe z czarno zakończonymi pręcikami, pączki lekko czerwonawe, kwitnie wiosną.
OwoceZielone, małe – o długości 2–3 cm, twarde, niejadalne.
Gatunki podobneMoże być mylona z gruszą śnieżną (Pyrus nivalis), która jest przeważnie wyższa i nie ma zwisających gałęzi lub z gruszą oliwnikową P. elaeagrifolia o liściach szerszych z dłuższymi ogonkami.

## Zastosowanie
Roślina ozdobna. Jest powszechnie uprawiana w ogrodach i parkach. Ma wiele odmian. Dzięki dobrze rozwiniętemu systemowi korzeniowemu rośnie dobrze na słabych piaszczystych glebach. Wyróżnia się wysoką odpornością na mróz.